# San-Miguel-Inseln
Die San-Miguel-Inseln (auch Tilianu-Inseln) sind eine Inselgruppe im Norden von Papua-Neuguinea. Politisch sind sie Teil der  Provinz Manus.

## Geographie
Die San-Miguel-Inseln sind eine Untergruppe der Admiralitäts-Inseln.
Sie befinden sich in der Region  der St.-Andrew-Straße, 17 km westlich von Rambutyo und 34 km südöstlich von Manus, die Fedarb-Inseln liegen 8,5 km südwestlich.
Die Gruppe besteht aus zwei eng beieinander liegenden, ringförmigen Atollen und sechs kleinen Inseln. Das nördliche Atoll, genannt die Loraine-Insel (auch Tilianu, 2 km mal 1 km), besteht aus mehreren Inseln, die eine innere Lagune umschließen. Anabat (auch Anobat),  1,1 km südlich von Loraine, ist mit einer maximalen Ausdehnung von 3,5 km der größere Teil der Gruppe. Anobat ist offener als das nördliche Gegenstück, besteht aus einem äußeren,  im Osten, Süden und Westen unterseeischen Riff, und zwei kleinen Inseln, einer am nordöstlichen Rand des Riffs und einer im Inneren der Lagune.

## Geschichte
Die Inseln werden wahrscheinlich seit etwa 1500 v. Chr. von Melanesiern bewohnt. Das Gebiet kam im Jahr 1885 unter deutsche Verwaltung und gehörte seit 1899 zu Deutsch-Neuguinea. Während des Ersten Weltkrieges wurden die Inseln von australischen Truppen erobert und nach dem Krieg als Mandat des Völkerbundes von Australien verwaltet.
1942 bis 1944 wurden die Inseln von Japan besetzt, kehrten aber 1949 in australische Verwaltung zurück, bis Papua-Neuguinea 1975 unabhängig wurde.